# Le Palace (Paris)
Pour les articles homonymes, voir Le Palace.
Le Palace est une salle de spectacle parisienne située 8, rue du Faubourg-Montmartre dans le 9e arrondissement.
Inaugurée en 1912 comme salle de cinéma, elle fut tour à tour un cabaret, une salle de théâtre, et de 1978 à 1995, une boîte de nuit très en vogue, avant de redevenir une salle de spectacle.

## Histoire du lieu

### Une salle de cinéma devenue un music-hall
À l'origine, il s'agit d'une salle de cinéma inaugurée en 1912 sous le nom de Gaumont Color.
Elle est rachetée en 1921 par l'entrepreneur de spectacles Léon Volterra, et rebaptisée sous le nom de Société anonyme de music-hall et de cinéma Eden. Il y programme, en décembre 1921, La Chaste Suzanne, opérette d'Antony Mars et Maurice Desvallières. En février 1922, il présente Un coup de téléphone, comédie-bouffe de Paul Gavault et Georges Berr ; en avril, Une nuit de la Dubarry, opérette d'Armand Foucher et G. Rose ; en mai, L'Atlantide de Henri Clerc.
En  juin 1922, Maurice Maréchal prend la direction de l'Eden. Il le renomme Théâtre du Boulevard et y programme, du 16 juin au 22 juillet 1922, la Revue du Canard Enchaîné (3 actes & 8 tableaux) coécrite avec Victor Snell et Jules Rivet, mise en scène de Max Péral, décors de Henri Guilac. À la rentrée sont présentés, en octobre Un ange passa de  Jacques Bousquet et Henri Falk, en décembre La Danseuse éperdue de René Fauchois.

### Époque Dufrenne et Varna

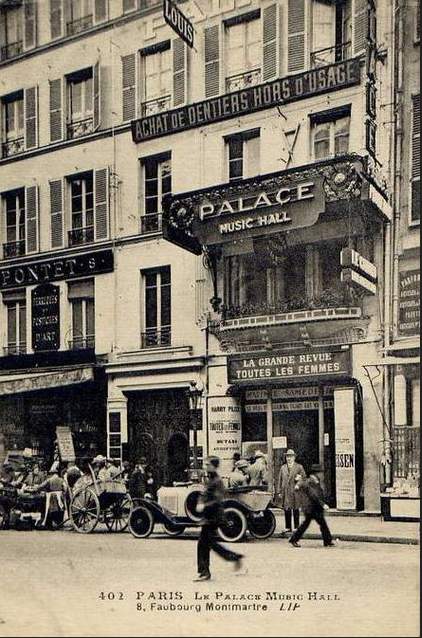
Entrée du Palace Music-Hall en 1923 avec sa revue « Toutes les femmes » (carte postale).

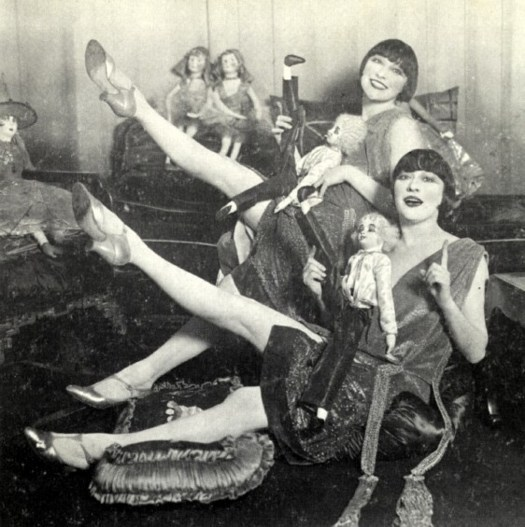
Ayant quitté l'Amérique, les Dolly Sisters font fureur au Palace en 1923 : elles vivent en France où elles ont acheté un château.

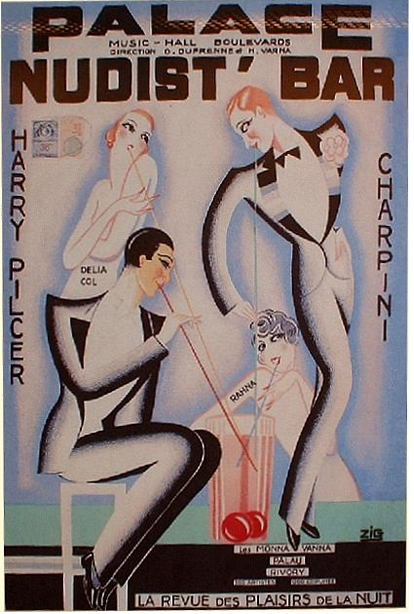
Nudist'Bar, la revue de Dufrenne et Varna en novembre 1930.

La salle prend ensuite le nom de Palace Music-Hall en 1923 quand elle passe sous la direction d'Oscar Dufrenne et Henri Varna, qui ont fondé une société en commun, gérant de nombreuses salles en France. Ils inaugurent le lieu avec la revue dansante et chantée « Toutes les femmes », revue en deux actes et trente-cinq tableaux de Léo Lelièvre, les chanteurs vedettes Polaire, Nina Myral et Émile Audiffred, le danseur Harry Pilcer, et notamment un solo de la danseuse du ventre Zulaïka, apparaissant nue jusqu'en dessous de la ceinture et simulant un rapport sexuel : le spectacle frôla l'interdiction. Dufrenne et Varna furent servis par ce scandale : la salle fut bondée pendant plusieurs mois. Puis ce fut Oh, les belles filles, revue venue du Concert Mayol en 1923 avec les Dolly Sisters, Audiffred, et l'année suivante, arrivèrent des vedettes de la chanson comme Maurice Chevalier, qui succéda aux Dolly Sisters au milieu de décors de plus en plus somptueux. Les revues légères à thèmes et « des plaisirs de la nuit » s'enchaînent, avec Palace aux nues, Yo t'aime, La Beauté de Paris, Femmes et Sports (1927) avec le boxeur Georges Carpentier reconverti, Paris-Madrid et Raquel Meller (avril 1929), Nudist'Bar (novembre 1930) avec Harry Pilcer et Charpini, La Revue argentine (1931) avec Gloria Guzman et Sofia Bozan. La « Revue du Palace » devient si célèbre qu'elle part en tournée en province durant l'année 1927-1928. Seule exception, en 1928, Dufrenne, menacé de fermeture pour outrages aux bonnes mœurs, programme L'Oublié, une pièce de théâtre sans nu aucun, pour se faire oublier en vue des élections au Conseil de Paris... En mars 1931, Dufrenne et Varna convertissent temporairement leur théâtre en salle de cinéma, accueillant surtout des films de la Warner, de la Fox, ou même de Walter Ruttmann, plutôt expérimentaux donc, de midi à deux heures du matin. L'assassinat de Dufrenne le 24 septembre 1933 dans son bureau directorial, qui défraya la chronique sous le nom de crime du Palace, ne fut jamais élucidé.
En décembre 1934, Henri Varna reprend la salle et, associé à Émile Audiffred, changent le nom en Alcazar de Paris (à ne pas confondre avec l'Alcazar d'hiver, l'Alcazar d'été et l'Alcazar). Ils y montent plusieurs spectacles inspirés de la vie marseillaise (Zou ! Le midi bouge ; Rose de Marseille ; Marseille mes amours...) sur des chorégraphies de Georges Moro. Les bureaux du Palace accueille au 3 bis cité Bergère, l'agence Audiffred de 1933 à 1954, avec son importante écurie (Tino Rossi, Maurice Chevalier, Joséphine Baker...).

### Après Dufrenne: de l'abandon à la renaissance
Fin 1939, la salle redevient Le Palace, toujours sous la direction de Varna : durant l'Occupation, de nombreux spectacles y sont montés, des opérettes comme Eulalie (1941-1942) et Vive la reine ! (1942-1943), sur des livrets de Raymond Souplex et des musiques de Georges Matis. Fin 1944, à la Libération, elle est transformée de nouveau en salle de cinéma. Varna meurt en 1969, la salle de cinéma ferme.
Le bâtiment est presque à l'abandon lorsque Michel Guy le choisit en 1973 pour accueillir les manifestations du tout nouveau Festival d'automne à Paris, ainsi que Théâtre Expérimental Populaire (TEXPOP!) qui réunissait le Théâtre de l'Espérance (Jean-Pierre Vincent et Jean Jourdheuil), l'ensemble de musique contemporaine de Diego Masson, et le Théâtre du Silence (les chorégraphes Jacques Garnier et Brigitte Lefèvre). Le lieu se consacre au théâtre à part entière sous la direction de Pierre Laville de 1975 à 1978. Dans un état alors relativement délabré, on y présente des pièces de David Rochline, Alfredo Arias ou Gérard Garouste. Il est alors classé monument historique.

### Le night-club rouge et or des années Emaer (1978-1983)
« Le Palace n’est pas une « boîte » comme les autres : il rassemble dans un lieu original des plaisirs ordinairement dispersés : celui du théâtre comme édifice amoureusement préservé, jouissance de la vue ; l’excitation du Moderne, l’exploration de sensations visuelles neuves, dues à des techniques nouvelles ; la joie de la danse, le charme des rencontres possibles. Tout cela réuni fait quelque chose de très ancien, qu’on appelle la Fête, et qui est bien différent de la Distraction : tout un dispositif de sensations destiné à rendre les gens heureux, le temps d’une nuit. Le nouveau, c’est cette impression de synthèse, de totalité, de complexité : je suis dans un lieu qui se suffit à lui-même. »

— Roland Barthes (1978), Vogue Hommes
Le vieux music-hall désaffecté, avec le soutien de Michel Guy alors ministre de la Culture, est racheté par Fabrice Emaer, un des personnages de la « nuit parisienne », propriétaire d'un restaurant-discothèque de la rue Sainte-Anne, Le Sept. Celui-ci y effectue d'importants travaux, dont il confie la maîtrise d’œuvre à Patrick Berger, recomposant le décor initial des années 1930, moyennant des dépenses colossales qui grèveront durablement l'avenir du club. Reprenant le modèle du Studio 54 à New York, Fabrice Emaer veut en faire le lieu incontournable de la fête. Il existait, dès 1976, une discothèque très en vogue fondée par Jean-Michel Moulhac, appelée La Main Bleue, située à Montreuil (Seine-Saint-Denis),.
Le 1er mars 1978, Fabrice Emaer ouvre enfin le club avec un show de Grace Jones et sa reprise de La Vie en Rose qui deviendra « une sorte d'hymne du Palace. » C'est l'époque du disco, les serveurs, vêtus de flamboyants costumes rouge et or, sont habillés par Mugler.
Très vite, le Palace devient l'endroit à la mode, recevant jusqu'à 1 500 personnes. Comptant une centaine d'employés permanents, il réalise lors de son premier exercice un chiffre d'affaires de 30 millions de francs lourds, battant ainsi tous les records de la profession. Pendant cinq ans, il organise une moyenne de cent concerts par an. Dès 1979 Amanda Lear le cite dans son tube Fashion Pack comme un haut lieu de la nuit : « In Paris you got to be seen at Maxim's / The Palace / The 7 and then go Chez Régine ». Les soirées à thèmes s'y succèdent. Nombreux stylistes parfois aux « looks invraisemblables » tels Kenzo, Karl Lagerfeld, Claude Montana ou Jean-Charles de Castelbajac, certains amenés par l'attachée de presse du lieu Sylvie Grumbach,, y organisent des défilés et des fêtes. Paloma Picasso y organise sa soirée de mariage. Des groupes d'artistes de l'époque tels Les Musulmans fumants y exposent, Gainsbourg donne un concert en 1979 alors que Bambou fréquente déjà le lieu, entouré de ses « rastas » les « choristes de Marley et les chanteurs de Tosh », Prince y donne son premier concert parisien le 3 juin 1981. En 1980, Fabrice Emaer ouvre sous Le Palace un endroit privé, Le Privilège, réservé à la jet set et aux princes(ses) de la nuit. Restaurant à l'ambiance feutrée jusqu'à minuit, il se transforme en petite discothèque avec comme DJ, Henri Flesh,. La décoration du lieu est confiée à Gérard Garouste sur les conseils d'Andrée Putman auprès d'Emaer, la création du mobilier à Élisabeth Garouste. Jenny Bel'Air tient la porte qui communique du Palace plus déluré à ce lieu plus réservé.
Le Palace est à la fin des années 1970 un lieu mythique, très lié à la musique pop et à l'émergence de la culture gay. « Le Palace incarne aussi l'utopie d'une vaste fête démocratique où riches et pauvres se fondent dans l'ivresse de la nuit. » Il est décliné pour des expériences temporaires à Cabourg et Saint-Tropez où tous les « inconditionnels » parisiens se déplacent. Parmi ses habitués à Paris, appelés plus tard « la génération Palace », figurent Alain Pacadis et Michel Cressole, du journal Libération (Pacadis qui, dans ses chroniques, évoque souvent le Palace) ; François Dymant, réalisant des photos pour Le Palace Magazine ; les couturiers Karl Lagerfeld et Jean Paul Gaultier ; le sémiologue Roland Barthes, professeur au Collège de France ; le chanteur Mick Jagger, le mannequin Jerry Hall ; Caroline Loeb (elle joue Santa Claus is back in town dans ce théâtre) ; l'artiste américain Andy Warhol ; les journalistes Frédéric Mitterrand et Yves Mourousi ; la décoratrice Andrée Putman, sa fille Olivia, et son fils le galeriste Cyrille Putman ; Vincent Darré, le créateur de chaussures Christian Louboutin et Farida Khelfa ainsi que ses sœurs Malika et Djemila, Henri Seydoux qui se mariera plus tard avec Farida ; le cinéaste et dessinateur Jean-Paul Goude ; la toute jeune Eva Ionesco ; le couturier Yves Saint Laurent et son compagnon, l'homme d'affaires Pierre Bergé, ainsi que Loulou de la Falaise ; la créatrice de bijoux Victoire de Castellane accompagnée de son oncle Gilles Dufour ; les actrices Alice Sapritch, Pauline Lafont et Pascale Ogier (qui meurt au retour d'une soirée passée au Palace) ; l'imitateur Thierry Le Luron ; le publicitaire et homme de télévision Thierry Ardisson,; la créatrice de lingerie Chantal Thomass et ses amis stylistes Jean-Charles de Castelbajac, Thierry Mugler, Claude Montana, Kenzo Takada ; les artistes et photographes Philippe Morillon, Pierre et Gilles, Christophe Mourthé et Patrick Sarfati, le photographe et écrivain François-Marie Banier, l'acteur Patrick Dewaere, l'écrivain William Burroughs, la musicienne Leslie Winer, Maud Molyneux qui organise le dimanche après-midi les « Gay Tea Dance », mais aussi de jeunes danseurs africains-parisiens et antillais venus du Rex Club, quelques « sapeurs » et des DJ comme Michel Gaubert, Philippe Krootchey ou les futurs stars du rap Afrika Bambaataa ou Grandmaster Flash. Paquita Paquin, physionomiste du lieu en remplacement d'Edwige Belmore « la reine des punk » et « figure de proue » de l'endroit, puis hôtesse, devenue depuis journaliste, résume Le Palace de cette époque comme « le night-club phare de la charnière des années 70-80 ». Public Image Limited y enregistre un album live publié en 1981 sous le titre Paris au Printemps.
En 1981, Fabrice Emaer tombe malade durant plusieurs mois ; parfois sous morphine à cause de la douleur, de plus en plus fatigué, le personnel ne laisse rien paraître. Mais Le Palace, qui « vit, depuis le début, très largement au-dessus de ses moyens sans que personne s'en soucie », décline. Après un dépôt de bilan en 1981, il ferme une première fois en 1982. Terrassé par un cancer des reins, Fabrice Emaer meurt le 10 juin 1983. C'est la fin d'une époque, et le début des années sida.

### Après Emaer: une relève difficile
Le Palace est repris par d'ex-associés de Fabrice Emaer : Gilles Roignant, François Bellet, Claude Aurensan, Patrice Collivot, qui organisaient les « Gay Tea Dance » (GTD) depuis 1980. Gilles Roignant vend[Quand ?] le Palace au maire du Mont-Saint-Michel Éric Vanier, qui le revend à un groupe de financement anglais. Le Palace devient[Quand ?] la propriété de Régine, qui en donna la direction à Jean-Marc Borello. Après un décès de client à la cité Bergère, la discothèque connaît une fermeture administrative. Au fil des ans, les dettes s'accumulent. À plusieurs reprises, des trafics de stupéfiants conduisent à la fermeture administrative du lieu pour des périodes de trois à six mois, fragilisant d'autant la situation financière.
Cédric Naïmi, directeur en 1987, à la mort de Frédéric Dayan, décide de donner les fichiers de ce dernier à Jean-Claude Lagrèze pour reprendre les soirées. En 1988 arrive la new beat, par le label Joker Music, avec le groupe One O One et son fameux morceau Rock To the Beat, et ensuite la mode  techno. En 1989, l'engouement fut énorme — très parisien — pour la house music, avec les soirées French Kiss de Jean-Claude Lagrèze, qui a débuté à l'Opéra-Night en 1985-1986, aux côtés de Cyrille Gordigiani et d'Arnaud-Louis Chevallier, ancien directeur des 120 Nuits, de La Nicole et surtout les soirées Pyramides en 1987, organisées par les Anglais de S'Express. De nouveau, avec « la Galerie de Nuit », des groupes actifs de l'art urbain de l'époque, tels les Banlieue-Banlieue, y exposent. Dans le cadre de l'essor du mouvement Hip Hop français dans les années 1980-1990, de nombreux hip-hoppeurs viendront aussi y danser tel que Bintou Dembélé. L'artiste australien Leigh Bowery y fut souvent invité. Dans les loges du haut, l'artiste Klaus Guingand avait son atelier durant cinq ans. Par ailleurs, le Gay Tea Dance (avec le résident DJ Antoine Clamaran) accueille chaque dimanche après-midi de deux à trois mille participants. Les premières soirées After, baptisées Kitkat, et les « Lundi dis moi oui », sont animées par Bernie Okat, DJ star des années 1980 (La Scala, Les Bains Douches). En 1992, Régine elle-même, ancienne « rivale » de la nuit de Fabrice Emaer, essaie de reprendre le lieu, suivie en 1994 par le couple David et Cathy Guetta qui essaie de le relancer par le Privilège, relooké et rebaptisé Kitkat. Les décorations de Garouste disparaissent alors. De nombreuses soirées emblématiques ont lieu en 1993-1995, avec des DJ internationaux comme David Morales, Frankie Knuckles ou encore les Daft Punk.
De 1988 à 1989, Thierry Ardisson utilise le lieu les samedis soirs pour son émission Lunettes noires pour nuits blanches. Il utilise ensuite la discothèque Le Shéhérazade de 1989 à 1990.

### La renaissance
Le lieu ferme définitivement en 1996. Dans les années qui suivent, le Palace, désaffecté, est occupé par un squat. En novembre 2006, les frères Alil et Hazis Vardar, des Belges d'origine albanaise déjà propriétaires de nombreux théâtres en Belgique et en France (Toulouse, Montpellier, Avignon mais aussi la Comédie République et la Grande Comédie à Paris), rachètent la salle avec la participation de Francis et Chantal Lemaire, propriétaires de Radio Contact en Belgique.
Le nouveau Palace, doté de 970 places, est inauguré le 5 novembre 2008 avec le nouveau spectacle de Valérie Lemercier. Il accueille l'humoriste Florence Foresti du 29 septembre 2009 au 9 janvier 2010.
En 2011, Hazis Vardar tente sans succès de vendre Le Palace pour quinze millions d'euros,.
Du 19 mai au 31 août 2021, le Palace accueille l'exposition « Bowie Odyssée », rétrospective consacrée au chanteur, réunissant un millier de pièces de collection, d'affiches et de raretés.
Du 2 juin 2022 et 31 mars 2023 se tient l'exposition Polnarêves, qui retrace sous forme d'une expérience visuelle et musicale à 360° l'oeuvre musicale de Michel Polnareff, d'après un titre instrumental du même nom. Le chanteur devait y proposer des concerts immersifs en streaming depuis Los Angeles mais des soucis de réception satellitaire ont annulé ce projet de concert.
Dans le cadre de sa tournée européenne, Michel Polnareff se produit finalement, et réellement, sur la scène du Palace devant 1100 personnes, pour la dernière date de concert en salle de sa tournée, le 10 juillet 2023.

## Dans la culture populaire
Le Palace des années Emaer a inspiré la musique populaire du tournant des années 1970 et 1980. En 1978, le groupe Métal Urbain critique le dévoiement du mouvement punk dans sa chanson Anarchie au Palace, qui figure sur la compilation Les hommes morts sont dangereux (1981). Le groupe de hard-rock Trust a consacré une chanson de son premier album Trust (1979) à cette boîte de nuit et aux mœurs singulières qui y auraient cours, simplement intitulée Palace. À l'étranger, The Clash le mentionne ainsi nommément dans la chanson Ivan Meets G.I. Joe, du triple album Sandinista! (1980) : « So you're on the floor at fifty-four / Think you can last at Le Palace ». La même année, dans sa chanson Marche à l'ombre, Renaud l'évoque dans le couplet de la « petite bourgeoise » : « Qu'est ce qu'elle vient nous frimer la tête, Non mais elle se croit au Palace, J'peux pas saquer les starlettes ni les blondasses ».
Au cinéma, dans le film Les Sous-doués en vacances (1982), Daniel Auteuil déclare à l’une de ses partenaires : « Je t'emmènerais bien danser au Palace ».